# Wincenty Bieganowski
Wincenty Bieganowski, Wincenty z Bieganowa herbu Grzymała (zm. przed 1464 rokiem) – marszałek dworu arcybiskupa Wincentego Kota w 1441 roku, kasztelan santocki w 1468 roku, starosta przedecki w 1455 roku, starosta Odolanowa w 1456 roku, dworzanin królewski w 1456 roku.
Syn Jarosława z Bieganowa.